# Kasteel Giessen

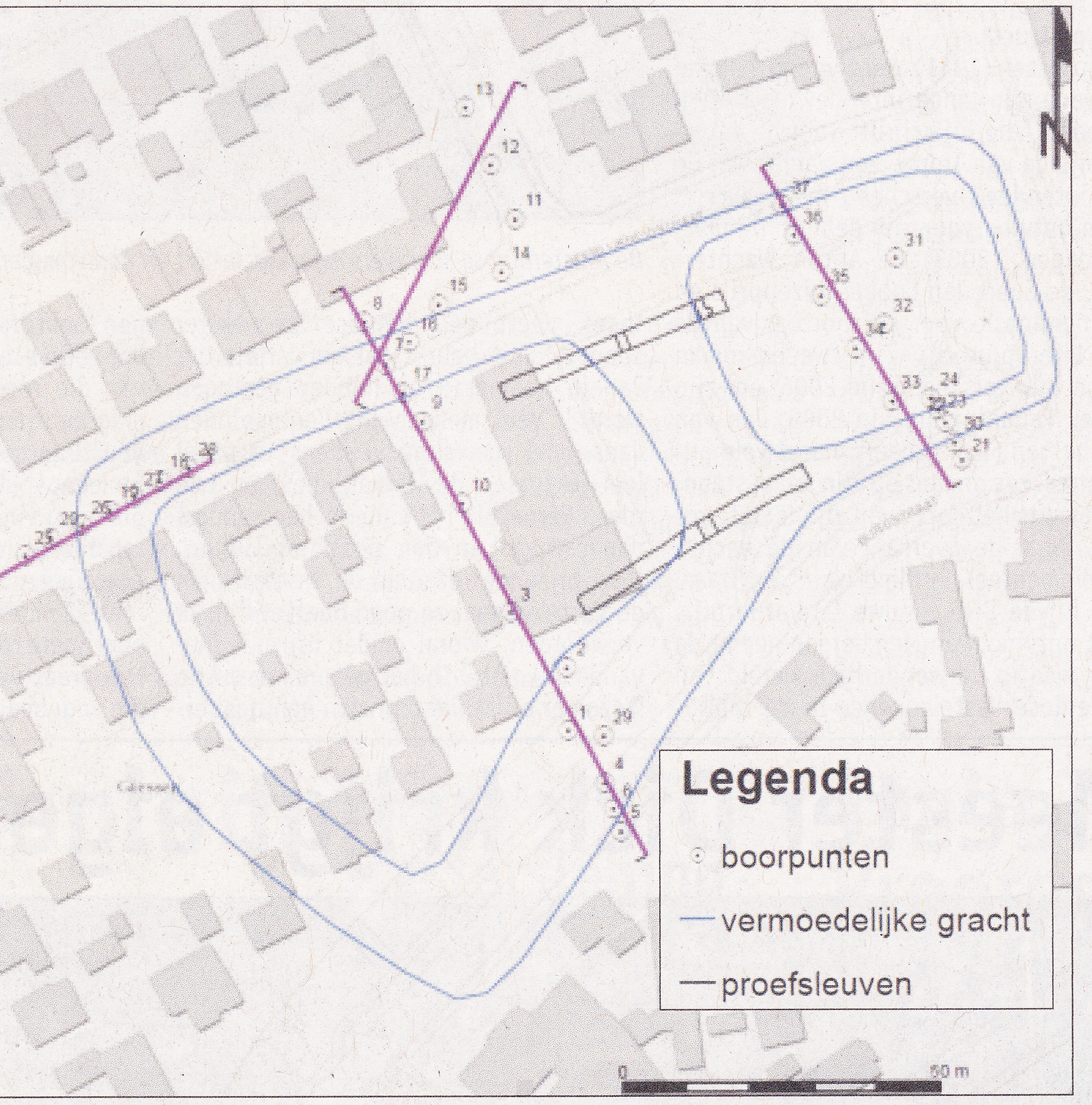
grachtcontour kasteel Giessen

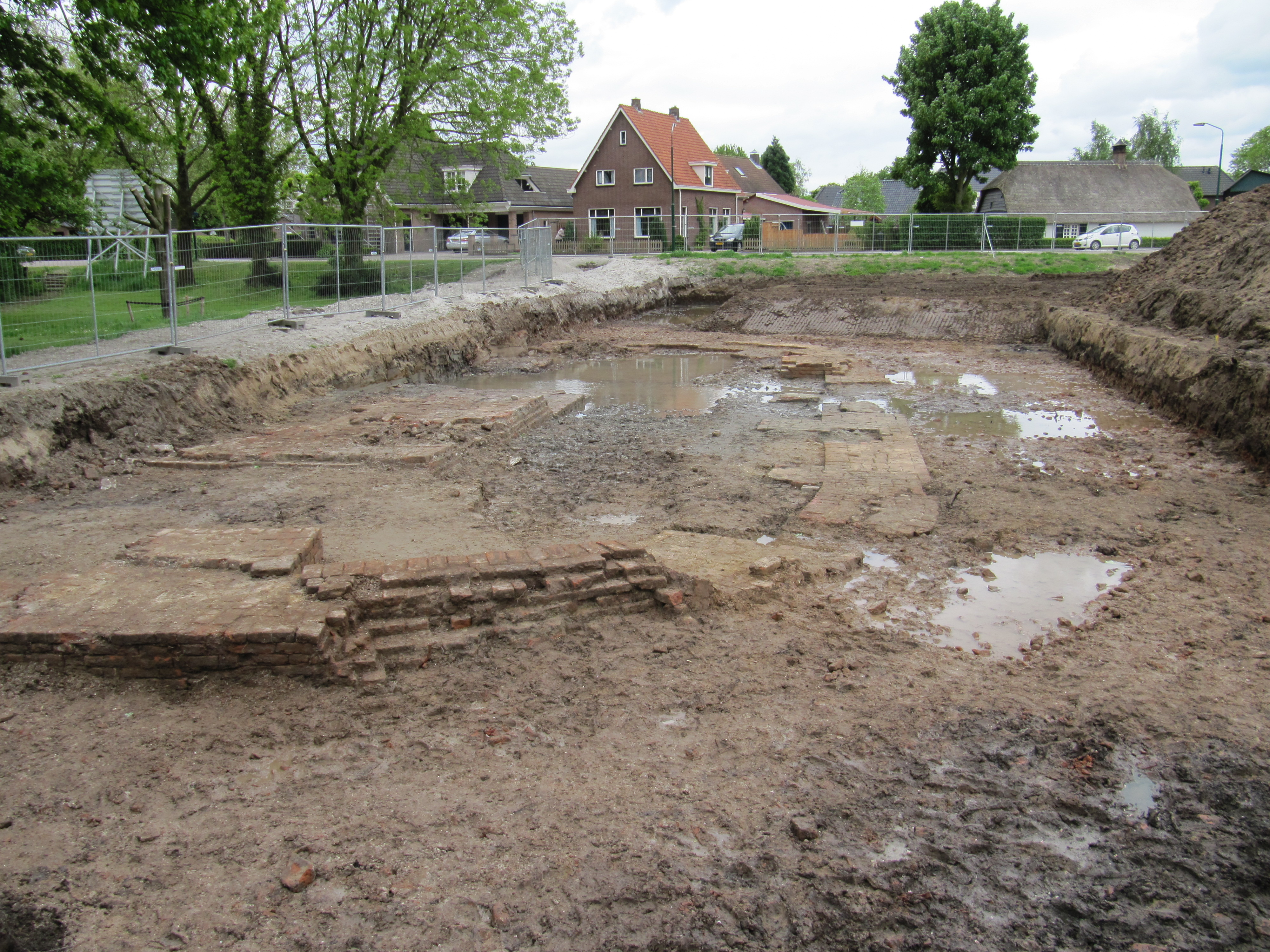
Opgraving Kasteel Giessen 22 mei 2013

Kasteel Giessen was een kasteel te Giessen, gebouwd ná 1262, waarschijnlijk aan het einde van de 13 eeuw. Restanten werden in mei 2013 ontdekt bij onderzoek ten behoeve van nieuwbouw tussen de Burgstraat en de Heerlijkheidsstraat. In 2011 was al inventariserend veldonderzoek uitgevoerd waarbij baksteenresten werden aangetroffen, vervolgens is geadviseerd om via proefsleuven verder onderzoek te doen omdat de kans groot werd ingeschat dat in die grondlaag archeologische resten aanwezig zouden zijn.
In 2013 kon de volledige grachtloop worden bepaald. Het ging om een gracht van circa 10-20 meter breed en 1,5-1,9 meter diep. De gracht omvatte een terrein (voorburcht en hoofdburcht) van ongeveer 4.000 m².
Daarnaast zijn in 2013 de resten van een weermuur gevonden, met een dikte van een 1,5-2 meter, bestaande uit kloostermoppen. De hoofdburcht is circa 24m bij 31m en had waarschijnlijk aan de zuidoostkant een torenuitbouw van 9 × 9 m. Tijdens het onderzoek in 2013 is ongeveer 1/3 van de hoofdburcht blootgelegd, voornamelijk alleen de weermuur. Binnen de hoofdburcht is een stuk fundering aangetroffen wat zou kunnen duiden op een woontoren van 8,5x8,5m en maximaal 13m hoog.
Na het onderzoek zijn de restanten weer bedekt, nadien zijn er woningen gebouwd. In juli 2018 is ter plaatse een monument aangebracht ter herinnering aan de waterburcht.
Het kasteel werd rond 1305 gesloopt door heer Gerard I van Horne, nadat Hugeman van Giessen met zijn knapen achtentwintig vaarzen en tien varkens geroofd had van de poorters van Woudrichem. Het kasteel is daarna nooit herbouwd, de betreffende grond wordt namelijk nadien consequent aangeduid als de hofstede “waar het huis Giessen placht te staan”. De heren van Giessen bouwden vervolgens ergens anders ten noorden van het kasteel een nieuw huis. Van dat tweede huis zijn nog geen resten gevonden.

## Ambachtsheerlijkheid Giessen
Aan het kasteel Giessen was de ambachtsheerlijkheid Giessen verbonden. Degene die beleend was met het huis van Giessen, was tevens de ambachtsheer van Giessen. Zowel het huis als de functie waren lenen van Altena.
Van belang is om te onderscheiden dat er drie huizen van Giessen zijn geweest, namelijk:
- Het oorspronkelijke kasteel dat in 1305 is verwoest;
- Het tweede huis dat is gebouwd ten noorden van het kasteel;
- Het derde huis, dat lag op het Zand naast het kasteel, gekocht in 1372 door Vastraet II van Giessen.

### De vroege ambachtsheren van Giessen[5][6][7][8]
- Arnout I van Giessen, vermeld in 1263.
- Vastraet I van Giessen, ridder.
- 1296 Arnout II van Giessen, ridder.
- tot 1310 en vervolgens weer vanaf 1312 Vastraet II van Giessen (zoon van Arnout II).
- 1305 Jan die Moelnar.
- 1321 vrouw van Tielman de Molenaer.[9]
- 1364 Vastraet III van Giessen (zoon van Jan I , kleinzoon van Vastraet II). Vastraet III trouwde met Geertruida, dochter van Pieter Moolnaar en Beatrijs Tielmansdr (van Honswijk).
- 1382 Jan II van Giessen (zoon van Jan I), vanaf 1388 is de ambachtsheerlijkheid gekoppeld aan het derde huis.
- 1405 Kerstijne van Giessen (dochter van Jan II). Kerstijne was getrouwd met Willem van Goor (heer van de Weenaard in Giessen).
- 1466 Johan van Goor (zoon van Kerstijne). In 1468 wordt hij ook beleend met het derde huis van Giessen, dat aanvankelijk was van zijn broer Melchior, daarvoor woonde Johan waarschijnlijk op de nabij gelegen Weenaard).
- 1499 (waarschijnlijk Wolfaert) van Goor (zoon van Johan).
- 1511 Hadewijch van Goor (zus van Wolfaert). Hadewijch was getrouwd met Hendrik Pieck heer van Tienhoven.
- 1549 Johan Pieck, geboren 1528.

### Lijst van recente Heren en Vrouwen van Giessen[8]
- 1572 - 1611: Hendrik Pieck.
- 1611 - 1624: Johan van Mattenesse (gekocht van zijn neef Hendrik Pieck).

Deel A
- 1624 - ??: Hendrik van Pieck (neef van Johan van Matenesse).
- ??-??: Maria van Matenesse (nicht van Johan van Matenesse). Maria was getrouwd met Johan I van Schagen.
- ?? - 1686: Johan II van Schaagen (zoon van Maria van Matenesse).

Deel B
- 1624 - 1627: Johanna Pieck (nicht van Johan van Matenesse).
- 1627 - 1633: Amelis van Mattenesse (neef van Johanna Pieck.
- 1633 - 1665: Florentina van Mattenesse (zus van Amelis). Florentina was getrouwd met Hendrik Valckenaer.
- 1665-1669: Hendrik Valckenaer (weduwnaar van Florentina van Mattenesse).
- 1670 - 1686: Carel Valckenaar.

Ongedeelde heerlijkheid
- 1686 - 1688: Florentina Valckenaar (zus van Carel).
- 1688 - ??: Johan Diderick van Blockland, als gevolg van koop.
- ?? - 1695: Gerard Joseph van Blockland.
- 1695 - 1724: Dirck van Blockland.
- 1724 - 1730: Adriaan Boon.
- 1730 - ??: Johanna Jacoba du Bois.
- ?? - 1775: Abraham Adriaan du Bois.
- 1775 - 1788: Geertruid Adriana du Bois. In de taxatie van haar nalatenschap wordt het derde huis van Giessen omschreven als een ruïne).
- 1782 - 1800: Willem van Hogendorp (man van Geertruid Adriana du Bois).
- 1800-?? Herman van der Colff uit Woudrichem.

### De eigenaren van het voormalige kasteel, vanaf 1382[5][6]
Vanaf 1382 behoort het voormalige kasteel Giessen en het tweede huis niet meer tot de ambachtsheren van Giessen. Na het overlijden van Vastraet III erft namelijk niet Jan II, maar erft zijn broer Vastraet IV de grond met het voormalige kasteel en het tweede huis. Vanaf 1382 zijn de beleningen als volgt:
- 1382 Vastraet IV van Giessen, overleden 1391 (broer van Jan II).
- 1391 Arent I van Giessen, overleden 1406 (zoon van Vastraet IV).
- 1407 Arent II van Giessen, overleden 1441 (zoon van Arent I).
- 1441 Arent III van Giessen, overleden 1458 (zoon van Aernt II).
- 1458 Wolfaert van Giessen, (broer van Arent III).
- 1464 Bertelmeus Giessen (broer van Arent III).
- 1471 Lijsbet van Giessen (zuster van Arent III).
- 1481 Jacob Spierinck Dirkz. (de voogd van Lijsbeth van Giessen), a.g.v. verkoop namens Lijsbet van Giessen.
- ?? Verkoop van het voormalige kasteel aan Wouter I van Oudheusden Willemszoon.
- 1490 Wouter II van Oudheusden (zoon van Wouter I). Verkoop van het tweede huis aan Jan van Outheusden (ook zoon van Wouter II).
- 1506 Jan I van Oudheusden (zoon van Wouter I of Wouter II).
- 1537 Jan II van Oudheusden.
- 1542 Godschalk van Oudheusden.
- 1549 Floris van Oudheusden (neef van Godschalk).
- 1564 Maria van Outheusden, zij was getrouwd met Sebastiaan Woutersz van Warendorp Cornelis Geritsz.
- 1596 jonker Arnout Pels.
- 1612 Johanna Maria Doubleth (kleindochter van Maria van Oudheusden).
- -1735 Charles Joseph d’Overschie.
- 1735 Matthijs Beelaerts heer van Emmikhoven.
- 1742 Jan Lievenszoon van Eeten uit Giessen.
- Livinus Janszoon van Eeten uit Giessen.
- 182? Jan van Eeten uit Rijswijk.